# 이옥철
이옥철(李沃哲, 1962년 11월 8일 ~ )은 대한민국의 제11대 경상남도의원이었고, 경상남도 고성군 출신이다.

## 경력
- 고성국민학교 졸업
- 고성중학교 졸업
- 마산상업고등학교 졸업

- 고성신문사 기자
- 고성초등학교 총동창회 사무국장
- 고성군 부동산공인중개사무소 대표
- 고성군 민주평화통일자문회의 자문위원
- 2018.07 ~ 2020.06 제11대 경상남도의회 의원
- 2018.07 ~ 2020.06 제11대 경상남도의회 전반기 농해양수산위원회 위원
- 2018.07 ~ 2020.06 제11대 경상남도의회 전반기 예산결산특별위원회 위원
- 2018.07 ~ 2020.06 제11대 경상남도의회 남부내륙철도(서부경남KTX)조기건설을위한특별위원회 위원
- 2018.11 ~ 2018.11 제11대 경상남도의회 농해양수산위원회 행정사무감사 위원
- 2019.11 ~ 2019.11 제11대 경상남도의회 농해양수산위원회 행정사무감사 위원

## 공직선거법 위반
이옥철 도의원은 허위사실 공표 혐의로 불구속 기소되었다. 2019년 11월 7일 1심에서 당선무효형인 벌금 200만원을 선고받았다. 항소심에서도 원심과 같은 벌금 200만원을 선고받았으며, 최종적으로 2020년 6월 8일 대법원 선고로 당선무효형이 확정되어 재보궐선거가 확정되었다.

## 역대 선거 결과
| 실시년도 | 선거      | 대수 | 직책   | 선거구                | 정당         | 득표수  | 득표율          | 순위 | 당락 | 비고           |
| -------- | --------- | ---- | ------ | --------------------- | ------------ | ------- | --------------- | ---- | ---- | -------------- |
| 2018년   | 지방 선거 | 11대 | 도의원 | 경남 고성군 제1선거구 | 더불어민주당 | 5,038표 | \| \| 32.61% \| | 1위  |      | 초선, 민선 7기 |
|          | 32.61%    |      |        |                       |              |         |                 |      |      |                |